# こちら大阪社会部
『こちら大阪社会部』（こちらおおさかしゃかいぶ）は、大谷昭宏原作・大島やすいち作画の漫画。
1991年から1996年にかけて『ミスターマガジン』（講談社）に連載されていた。
続編の『こちら社会部』、『こちら大阪社会部・阪神大震災編』についても本稿で述べる。

## 概要
大手新聞社・日政新聞の若手記者である主人公・谷一平（モデルは原作者である大谷自身の読売新聞時代）が、大阪本社社会部の記者として様々な事件に遭遇しながら新聞記者として鍛えられ成長していく様を描いた作品。作品中に登場する人物の多くは実在のモデルがいる。例えば、谷と“抜くか抜かれるか”の熾烈なスクープ合戦を演じる大毎記者・権藤は、毎日新聞の観堂義憲（同社東京本社代表、取締役大阪本社代表副社長などを歴任し、現在はグループ会社の福島民報役員）である。
作中では大阪市の三菱銀行人質事件、砂利船汚職事件、西成暴動、紫雲丸事故及びその後の鉄道連絡船の欠陥問題やグリコ・森永事件など、過去に実際に起こった事件をモチーフとした事件が登場し、その取材過程の裏話や他社とのスクープ合戦などが描かれた。またその中で誘拐事件に関する報道協定の扱いや、記者クラブ制度に関する問題（日政新聞は作中で、誘拐事件の報道協定に違反したとして一時大阪府警の記者クラブから除名される。元ネタは宝塚市学童誘拐事件）なども取り上げられた。『阪神大震災篇』では、「千日デパート火災の現場もひどかったが、この有様はあれ以上だ」と述懐させている。
続編の『こちら社会部』は、谷一平が東京本社社会部のキャップを命じられ異動した後の話となり、パチンコ用プリペイドカードの偽造問題などが描かれている。
1996年には藤田まこと主演でオリジナルビデオ化されたほか、2001年にはTBSで『こちら第三社会部』として連続ドラマ化された。